# Avanza País (Perù)
Avanza País, ufficialmente Avanza País - Partido de Integración Social (dallo spagnolo: Avanza Paese - Partito di Integrazione Sociale), è un partito politico peruviano di orientamento liberale e riformista fondato nel 2000.
Nel 2005 si iscrisse nel registro delle organizzazioni politiche e in occasione delle elezioni presidenziali del 2006 sostenne la candidatura di Ulises Humala (fratello di Ollanta Humala, anch'egli candidato e risultato sconfitto al ballottaggio).
Dopo aver sospeso la propria attività, nel 2017 si registrò nuovamente come partito politico.
Alle elezioni presidenziali del 2021 ha appoggiato l'economista Hernando de Soto, mentre alle contestuali elezioni parlamentari ha ottenuto il 7,5% dei voti e 7 seggi; a questi si sono successivamente aggiunti 3 deputati provenienti da Rinnovamento Popolare.

## Loghi

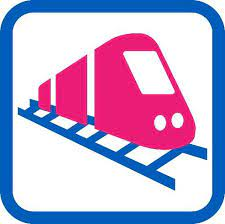
Dal 2017 al 2020

## Risultati
| Elezione          | Voti    | %    | Seggi   |
| ----------------- | ------- | ---- | ------- |
| Parlamentari 2006 | 122.653 | 1,14 | 0 / 120 |
| Parlamentari 2020 | 373.113 | 2,52 | 0 / 130 |
| Parlamentari 2021 | 969.092 | 7,54 | 7 / 130 |